# Восьмиголосся
Восьмиголосся (церк.-слов. Осьмогласіє), також октоїх (грец. Ὀκτώηχος, від ὀκτώ «вісім» + ἦχος «голос») — музично-теоретична система, що описує лади літургійної візантійської музики, а також порядок їх використання у літургійній практиці. Являє собою мелодичну та ладову основу богослужбових піснеспівів, яка складає систему з восьми гласів. За Уставом щотижня по черзі послуговуються одним з восьми гласів (на Світлому тижні — щодня). Таким чином утворюється восьмитижневе гласове коло, яке називають гласовий стовп (звідси назва стовповий спів, тобто гласовий спів). Систему гласів — богослужбову книгу Октоїх (Восьмигласник) — упорядкував прп. Іван Дамаскин (VIII ст.), а завершив прп. Теодор Студит (ІХ ст.).
Витоки осьмогласія сходять до ладів і розспівів давньогрецької музики. В цій системі складали гімни Андрій Критський, Роман Сладкоспівець, Яків Едеський та інші майстри. Типологічно осьмогласся подібне церковним ладам григоріанського співу, ладовій системі вірменської монодії та іншим системам середньовічної християнської музики.
За ладовими особливостями, літургійні пісні класифіковані на 8 гласів. Пісні одного гласу співалися протягом тижня, після чого їх змінювали пісні наступні за порядковим номером гласу. Восьмитижневий цикл пісень з 1-го по 8-й глас утворював т.зв. стовп; пісні свят по гласу могли не збігатися з тижневими. Гласи поділялися на основні (автентичні) і непрямі (плагальні). До автентичних належали: дорійський, фригійський, лідійський та міксолідійський. Плагальні будувалися таким чином, що тонікою кожного автентичного ладу був IV ступінь плагального, зберігаючи при цьому початкове значення.

## Восьмиголосся у руському літургійному співі
У руському співочому мистецтві системі восьмиголосся слідували знаменний розспів, путьовий розспів, грецький розспів, болгарський розспів, київський розспів і деякі місцеві розспіви. Усередині музична організація гласів і системи восьмиголосся могла здійснюватися на основі двох принципів — ладово-звукорядного (співвідношення домінуючого і кінцевого тонів) і ладово-мелодичного (сума мелодичних формул). Розшифровки пізніх піснеспівів дають уявлення про другий, поспівковий принцип організації восьмиголосся. Відповідно до нього пісні формуються з типових для кожного гласу поспівок, осіб, фіт, що фіксувалися строго закріпленим за ними графічним накресленням. Те саме накреслення (наприклад, «кулизма») у різних гласах може розспівуватися різним чином.
Розвиток властиво мелодичної сторони пісень призвів до розхитування принципів системи восьмиголосся. Цей процес торкнувся і знаменного розспіву, що має найдревніші традиції. Так, значне число мелодичних формул зустрічається в піснях декількох гласів, у зв'язку із чим деякі гласи частково втратили ладово-мелодійну характерність (наприклад, другий, шостий і восьмий гласи). Ряд розспівів вийшов за межі системи восьмиголосся (демесний розспів). В авторських композиціях кінця XVI–XVII століття вказання гласу стало умовністю.